# 고여림
고여림(高汝霖, ?~1270년)은 고려 후기의 무신이다.

## 생애
고종(高宗) 45년(1258년) 최씨 정권을 무너뜨리고 새로 무신정권의 수장이 된 김준이 원종(元宗) 9년(1268년) 원종의 밀명을 받은 임연(林衍)에 의해 제거되었을 때, 고여림은 야별초 지유(夜別抄 指諭)로써 임연(林衍)의 명으로 장군 조자일(曹子一)과 함께 김준의 아들 김주(金柱)를 체포하러 나섰다. 《고려사》(高麗史)에 따르면 그때 김주는 두려워하면서도 고여림이 자기를 도우러 온 것일지도 모른다고 생각하고 그를 회유하였고 이에 고여림이나 조자일 모두 머뭇거리고 있었는데, 교위(校尉) 서정(徐靖)이 김주가 있는 방향을 향해 활을 쏘았고 김주는 달아나 문 안으로 도망쳤다가 조자일 등이 부하들을 뒤로 물린 사이에 담을 타넘고 달아나다 뒤쫓는 기병들에게 죽임을 당하였다. 임연 역시 김준 대신 집정이 되어 원종의 몽골과의 화의 방침에 반대하며 원종을 폐위시키기까지 했다가 몽골의 개입으로 원종이 복위하고, 임연 사후 집정이 된 임유무가 삼별초 신의군을 동원한 송송례(宋松禮), 홍문계(洪文系) 등에 의해 원종 11년(1270년) 죽임을 당하며 무신정권은 완전히 막을 내렸다.
무신정권이 무너지고 원종은 원과의 화의 교섭 조건대로 강화를 나와 개경으로의 환도를 결정하였으며, 예전 무신정권의 군사적 기반이기도 했던 삼별초의 해산을 명하였다. 이에 삼별초는 반발하였고, 원종이 삼별초의 명단을 압수하자 강화에서 봉기를 일으켜 물자와 인력을 거느리고 진도(珍島)로 내려갔다. 진도에서 삼별초는 왕족인 승화후 온을 새로운 고려의 황제로 추대하고 8월부터 개경 조정 및 몽골에 대한 항쟁을 다시금 개시하여 9월에는 전라도 방면에 대한 공략에 나섰다. 고여림은 9월 4일에 장군 양동무(楊東茂)와 함께 수군을 거느리고 진도 공격을 시도하였으나 실패했고, 삼별초는 다시 장흥부(長興府)로 들어와 개경 군사 20여 인을 죽이고 도령(都領) 윤만장(尹萬藏)을 사로잡았으며 재물과 곡식을 약탈하였다.
개경 정부는 삼별초가 제주도까지 진출할 것에 대비해 고여림에게 70명의 군사를 거느리고 제주도로 가게 하고, 아울러 영암부사(靈巖副使) 김수(金須)에게 2백 명의 병사를 거느리고 고여림과 제주도에서 합류하게 하였다. 《신증동국여지승람》(新增東國輿地勝覽) 제주목조에 의하면 제주의 환해장성에 대해 원종이 보낸 시랑(侍郞) 고여림 등이 병사 1천명을 거느리고 삼별초를 방비하기 위하여 이를 쌓았다고 적고 있다.
11월에 삼별초의 장군 이문경(李文京)이 이끄는 군세가 제주를 공격했다. 이문경의 군세는 제주 명월포에 상륙한 다음 동제원(東濟院)에 진을 치고, 송담천(松淡川)에서 고려 조정군과 교전하여 군사를 놓아 불을 지르며 공격하여 고려 조정군을 패배시켰다. 김수의 아들 김태현(金台鉉)의 묘지명인 《김문정공묘지》(金文正公墓誌)에 따르면 제주를 지키고 있던 김수, 고여림 등 개경 조정의 군사들이 적(삼별초)의 공격에 맞서 그 선봉을 거의 다 죽이기도 하였으나, "지키는 사람들이 겁을 내어 움츠리고 힘을 다하지 아니하니 적이 다른 길을 거쳐 이르렀는데도 깨닫지 못하였다.", "토인(土人)들이 적을 도와주게 되니 중과부적으로 마침내 고 장군과 함께 진중에서 전사하고 돌아오지 못하게 되어서 사람들이 지금까지 원통하게 여기고 있다."고 하여, 삼별초의 제주 장악에 제주도민들이 어느 정도 협조하고 있었음을 시사하고 있다.
원종은 이듬해인 원종 12년(1271년) 진도가 여몽연합군에 의해 함락된 뒤인 10월에 조서를 내려 김수, 고여림 및 다른 전몰자들의 아들에게 승진 순서를 초월해서 관직을 제수하게 하였다. 한편 진도가 함락된 뒤에 삼별초는 김통정(金通精), 유존혁(劉存奕) 등이 제주도로 들어가 다시금 항쟁을 이어나갔으나, 원종 14년(1273년) 고려의 김방경(金方慶), 몽골의 훈둔 등이 이끄는 여몽연합군에 의해 제주도 역시 함락되고 삼별초 항쟁은 막을 내렸다.

## 같이 보기
- 김수 (고려)
- 진자화